# Procambarus cometes
Procambarus cometes är en sötvattenlevande kräfta som lever endemiskt i USA.